# امیر رحیم‌زاده
امیر رحیم‌زاده (زاده ۶ مرداد ۱۳۶۳) تهیه‌کننده و سرمایه‌گذار سینما، تلویزیون و نمایش خانگی است. وی تهیه‌کنندگی آثاری همچون مجموعه نمایش خانگی آسوده باش را برعهده داشته است. وی رئیس خانه سرمایه‌گذاران نمایش خانگی ایران، عضو انجمن تهیه‌کنندگان سینما، عضو کانون تهیه‌کنندگان رسانه‌های دیداری، و عضو مجمع رصتا است.

## سوابق شغلی
رحیم‌زاده رئیس خانه سرمایه‌گذاران نمایش خانگی ایران، عضو انجمن تهیه‌کنندگان سینما، عضو کانون تهیه‌کنندگان رسانه‌های دیداری، و عضو مجمع رصتا است. همچنین وی مالک چندین پلت فرم از جمله نت فیلیم، آرت، گیشه، و اولین و تنها پلتفرم فرم بین‌المللی رد لنز و مالک اپلیکیشن گیشه تیکت است. او صاحب امتیاز آموزشگاه سینمایی هنر هشتم، هنری آوا و آکادمی بازیگری قاب چوبی است. وی رئیس هیئت مدیره مؤسسه فیلم‌سازی رایان فیلم، رئیس هیئت مدیره کانون تبلیغاتی تابان گستر هنر فردا و رئیس هیئت مدیره شرکت پترو آرتان صدرا است. وی دارای مدرک تحصیلی کارشناسی عمران و مدرک iso9001 مدیریت است.

## آثار

### سینما
| سال  | عنوان             | تهیه‌کننده | سرمایه‌گذار | منبع                |
| ---- | ----------------- | --------- | ---------- | ------------------- |
| ۱۳۹۸ | دختران هم می‌میرند | نه        | آری        | [ ۸ ] [ ۱۲ ] [ ۱۳ ] |

### مجموعه تلویزیونی
| سال  | عنوان      | تهیه‌کننده | سرمایه‌گذار | توضیحات                  | منبع                |
| ---- | ---------- | --------- | ---------- | ------------------------ | ------------------- |
| ۱۳۹۶ | المپیادی‌ها | نه        | آری        | مجموعه تلویزیونی ۸ قسمتی | [ ۸ ] [ ۱۴ ] [ ۱۵ ] |

### مجموعه نمایش خانگی
| سال  | عنوان            | تهیه‌کننده | سرمایه‌گذار | توضیحات                              | منبع                 |
| ---- | ---------------- | --------- | ---------- | ------------------------------------ | -------------------- |
| ۱۴۰۱ | آسوده باش        | آری       | آری        | مجموعه نمایش خانگی                   | [ ۱ ] [ ۸ ] [ ۱۶ ]   |
| ۱۴۰۴ | راه‌های فرعی      | آری       | نه         | سریال ۱۵ قسمتی در دست تولید          | [ ۱۷ ] [ ۱۸ ] [ ۱۹ ] |
| ۱۴۰۴ | فرصت             | آری       | نه         | برنامه نمایش خانگی در دست تولید      | [ ۲۰ ]               |
| ۱۴۰۴ | گرگم و گله می‌بره | آری       | نه         | برنامه نمایش خانگی در دست تولید      | [ ۲۱ ] [ ۲۲ ]        |
| ۱۴۰۴ | گرگ              | آری       | نه         | سریال ۱۰ قسمتی در دست تولید          | [ ۸ ]                |
| ۱۴۰۴ | کام بک           | آری       | نه         | سریال ۲۶ قسمتی                       | [ ۸ ]                |
| ۱۴۰۴ | کابوس سفید       | آری       | نه         | سریال ۸ قسمتی                        | [ ۸ ]                |
| ۱۴۰۴ | فولد             | آری       | نه         | سریال ۱۰ قسمتی                       | [ ۸ ]                |
| ۱۴۰۴ | باجنبه‌ها         | آری       | نه         | برنامه نمایش خانگی در دست تولید      | [ ۸ ]                |
| ۱۴۰۴ | کاکتوس           | آری       | نه         | برنامه نمایش خانگی در دست تولید      | [ ۸ ]                |
| ۱۴۰۴ | موسیقی مقام      | آری       | نه         | مسابقه بزرگ نمایش خانگی در دست تولید | [ ۸ ]                |
| ۱۴۰۴ | آینه             | آری       | نه         | مسابقه نمایش خانگی در دست تولید      | [ ۸ ]                |